# 草野満代
草野 満代（くさの みつよ、1967年2月4日 - ）は、フリーアナウンサー。

## 来歴
岐阜県恵那郡福岡町（現在：中津川市）出身。岐阜県立恵那高等学校理数科、津田塾大学学芸学部数学科卒業後の1989年日本放送協会入局。研修後、金沢放送局に赴任。ローカルニュース番組やラジオ番組を担当。赴任2年目に地元高校野球の取材を行い、当時星稜高校1年在学中の元ニューヨーク・ヤンキースの松井秀喜に取材を行っており、後年放送センター異動後、スポーツ番組担当時に取材現場で再会した。また、金沢放送局上司の方針により、全国高等学校野球選手権石川大会3回戦のラジオ実況中継を担当した。1991年、東京アナウンス室へ異動し、主に『NHKニュースおはよう日本』、『サンデースポーツ』のキャスターや『紅白歌合戦』の総合司会を担当した。
1997年1月、NHK在局中からTBSテレビとのキャスター専属契約のニュースがスポーツ新聞発で報道され、当時放送総局長であった斎藤暁の指示で担当番組を降板し、1997年4月から『NHKニュースおはよう日本』のキャスターに再登板を予定していたが白紙になり、結果ゴシップ騒動に発展した後に2月12日付にてNHKを退職。以後、セント・フォースと業務提携して約半年間のブランクの後、10月に専属契約を結んだTBSテレビにて『筑紫哲也NEWS23』のサブキャスターを担当。以後、2006年9月22日放送分迄同番組に出演。また、同じ期間内に同局の朝の情報番組を担当した。
番組降板以後、同業民放他局の夕方のワイド番組を担当。2018年4月から、自身初のラジオ番組のメインパーソナリティを務めている。
また、アナウンサー以外の活動として2009年4月2日、法テラス理事や2012年12月1日に文部科学省日本ユネスコ国内委員会委員等の各種官公庁の有識者会議のメンバーを務めた。2017年1月、スカパーJSATグループ委員。2019年6月、伊藤雅俊（味の素株式会社代表取締役会長）の会長推薦で日本スポーツ協会副会長（非常勤）に就任した。

## 人物
- 母親が着物の着付けが出来たため、草野自身も着付け教室に通って習得し、自身でも着付けが可能である[20]。きものコンサルタントの資格も所持しており、和装で公の場に出ることがある。また、茶道を嗜んでおり、月1位で御稽古に通っている。
- 初めて行った海外旅行は、大学3年のときのインドとネパールである。また、オリエント急行に乗って、ウィーン、プラハ、ブダペスト、ブカレストに行き、名所や旧跡、美術館を巡った。その他、各種講演なども行っている。休日は家でワインを嗜んだり、陶磁器を収集している。

## 出演番組
NHK金沢放送局時代
- FMリクエストアワー金沢（アシスタント）：1989年

NHK放送センター時代
報道・情報・スポーツニュース番組
| 期間      | 期間      | 番組名                  | 役職                             |
| --------- | --------- | ----------------------- | -------------------------------- |
| 1991年4月 | 1993年3月 | NHKモーニングワイド     | 平日メインキャスター             |
| 1993年4月 | 1994年3月 | NHKニュースおはよう日本 | 平日隔週交代でのメインキャスター |
| 1994年4月 | 1997年2月 | サタデースポーツ        | 司会                             |
| 1994年4月 | 1997年2月 | サンデースポーツ        | 司会                             |

特別番組
- リレハンメルオリンピック開会式実況中継（1994年）
- NHKスペシャル「地球シンフォニー -共に生きることはできるか-」：1995年1月1日
- NHK紅白歌合戦（総合司会）：1995年、1996年
- アトランタオリンピック中継（現地キャスター）：1996年

TBSテレビ専属契約時代
| 期間           | 期間          | 番組名                                                            | 役職           | 備考                                                                                            |
| -------------- | ------------- | ----------------------------------------------------------------- | -------------- | ----------------------------------------------------------------------------------------------- |
| 1997年9月28日  | 1997年9月28日 | 1×1（毎日放送制作・同局系列）                                     | 対談出演       | 番組出演当日は『筑紫哲也 NEWS23』キャスター就任前日だった                                       |
| 1997年10月     | 2006年9月     | 筑紫哲也 NEWS23                                                   | サブキャスター | 途中1年8ヵ月は、金曜日スポーツキャスターおよび途中1年は、月～木曜日天気キャスターをそれぞれ兼務 |
| 2002年4月      | 2004年3月     | 草野満代の朝なま報道局                                            | 司会           |                                                                                                 |
| 2003年10月11日 | 2004年9月18日 | 探険! ホムンクルス 〜脳と体のミステリー〜→脳力探検クイズ!ホムクル | 司会           |                                                                                                 |

TBSテレビ専属契約終了後

### テレビ
レギュラー番組
| 期間       | 期間      | 番組名                                                   | 役職                                                                             |
| ---------- | --------- | -------------------------------------------------------- | -------------------------------------------------------------------------------- |
| 2010年10月 | 2012年3月 | 鑑定団が3倍面白くなる!目からウロコの骨董塾（BSジャパン） | MC                                                                               |
| 2012年4月  | 2015年3月 | 謎解き!江戸のススメ（BS-TBS）                            | 案内人                                                                           |
| 2012年10月 | 2017年3月 | L4 YOU!（テレビ東京）                                    | MC ※途中3年は、同番組の直前に放送されていた大引け番組『L4 YOU!プラス』のMCも兼務 |
| 2015年4月  | 2022年9月 | ごはんジャパン（テレビ朝日）                             | ナビゲーターでのナレーション                                                     |

ゲスト出演・特別番組・その他
- ネプリーグ（2010年5月24日 - ）
- ボクらの時代（フジテレビ）※野際陽子、住吉美紀と対談：2012年4月8日
- ヒルスパ! 禁断の事実!知らなきゃよかったニュース（2012年11月11日、関西テレビ）：MC
  - 禁断の事実!知らなきゃよかったNEWS（2013年3月26日・7月28日、関西テレビ・フジテレビ系）：MC
- くりぃむクイズ ミラクル9（テレビ朝日）
- 宇宙の人気番組「新銀河紀行～驚異の地球文明～」（NHK総合）：2019年8月19日

### ラジオ
- ナイタースペシャル 草野満代のサウンドコレクション（ニッポン放送）※パーソナリティ（『夕暮れWONDER4』の実質パイロット番組）：2017年9月15日
- 草野満代 夕暮れWONDER4→健康あるあるWONDER4（ニッポン放送）※パーソナリティ：2018年4月2日 - 2020年7月2日、7月6日 - 2021年3月31日

## 著作
- 『ニュースキャスターの本音』（小学館、2001年）ISBN 409403076X
- 佐藤令宜・草野満代著、梅原猛監修『古寺巡礼京都.22』(淡交社、2008年）ISBN 9784473034922